# 硝酸羟胺
硝酸羟铵（HAN）是一种无机化合物，是羟胺和硝酸衍生的盐，化学式为[NH
3OH]+
[NO
3]−
。纯净状态下，硝酸羟铵是一种无色吸湿性固体。基于硝酸羟铵的单组元或双组元火箭推进剂是下一代绿色环保推进剂方案的有力竞争者。 相比于目前广泛使用的肼，硝酸羟铵的毒性较低，并可提供高于肼50%的性能。

## 特性
该化合物是羟基铵和硝酸根离子分离的盐。羟铵硝酸盐不稳定，因为它同时含有还原剂（羟铵阳离子）和氧化剂（硝酸盐），情况类似于硝酸铵。它通常以水溶液的形式存储。该溶液具有腐蚀性和毒性，并可能致癌。固体的硝酸羟铵不稳定，尤其是在存在微量三价铁的情况下。

## 实验中的应用
1. 一氧化氮的催化还原
2. 双重分解
3. 电解
4. 硝酸加氢
5. 通过树脂进行离子交换
6. 中和

## 应用
硝酸羟铵可作为火箭推进剂的组成部分，以固体和液体形式应用。硝酸羟铵和另一种高能离子化合物二硝酰胺铵（ADN）被研究作为单组元火箭中有毒肼的低毒替代品，只需要催化剂就能引起分解。硝酸羟铵和二硝酰胺铵可在水溶液中作为单推进剂发挥作用，也可在与甲醇等燃料液体溶解时发挥作用。
雷神公司正在开发的“网络中心机载防御要素助推段拦截器”使用硝酸羟铵作为推进剂。作为固体推进剂/氧化剂，它通常与缩水甘油叠氮化物聚合物 （GAP）、羟基封端聚丁二烯（HTPB） 或羧基封端聚丁二烯 (CTPB) 结合，需要预热至200-300°C分解。当用作单组元推进剂时，催化剂是一种贵金属，类似于使用银、钯或铱的其他单组元推进剂。
硝酸羟铵还推动了可用电控制并开启和关闭的固体推进剂的开发。这些推进剂由DSSP为特殊效果和微型推进器而开发，是首批在太空中使用基于硝酸羟铵的推进剂；并搭载于2014年发射的海军研究实验室“SpinSat”上。
它被用于绿色推进剂灌注任务的高推力发动机的燃料/氧化剂混合物“AF-M315E”中， 并最初预计于2015 年发射，最终于2019年6月25日发射并部署。硝酸羟铵水溶液可以添加到甲醇、甘氨酸、三乙醇铵硝酸盐和胺等燃料成分，形成用于空间推进系统的高性能单推进剂。
2018年1月，中国航天科技集团公司(CASC) 在一颗微型卫星上进行了基于硝酸羟铵的推力器演示验证。
日本技术演示卫星创新卫星技术演示-1于2019年1月发射，搭载使用硝酸羟铵的演示推进器，并在轨道上成功运行。 
硝酸羟铵还会有时在核再处理中用作钚离子的还原剂。